# Sequester
Il sequester (lett. mediatore) era nell'antica Roma la persona cui un candidato ad una magistratura affidava le somme di denaro che sarebbero servite a corrompere gli elettori e ad ottenerne il voto. Il sequester affidava la somma ricevuta a più divisores, dei quali coordinava l'attività, che si occupavano di comprare i singoli voti.
La figura del sequester, di fatto illegale così come lo era in generale la corruzione degli elettori, era tuttavia particolarmente diffusa, e la sua opera era facilitata dall'esistenza dei rapporti clientelari e di associazioni chiamate collegia che prevedevano la riunione di più persone.
Tra i sequester si ricorda, in particolare, Publio Clodio Pulcro, che si adoperò per l'elezione del suocero Lucio Licinio Murena al consolato per il 62 a.C.